# Крістен Медоуз
Крістен Медоуз (англ. Kristen Meadows) — американська акторка та модель. Народилася 7 січня 1957 року в Мілвокі (США).

## Життєпис
Народилася 7 січня 1957 року в Мілвокі, штат Вісконсин, США. Її батьки працювали в шоу-бізнесі Має трьох сестер і брата. Щоб отримати роль в мюзиклі, 12-річна дівчинка збрехала про свій вік, і завдяки високому росту її справді прийняли за 16-річну. Дебютувала на Бродвеї у 1981 році. Була моделлю, знімалася в рекламі. Розлучена з режисером Біллом Шеріданом, є син Сем від доктора Девіда Кіппера, який був її особистим психологом. Спочатку відмовлялася від ролі Торі в «Санта-Барбарі», згадуючи 6-річний досвід роботи в серіалі «Одне життя, щоб жити». Але Ей Мартінес переконав її прийняти пропозицію і став її найкращим другом. За сценарієм, її героїня втрутилася в історію Іден і Круза і завагітніла від нього. Крістін почала отримувати тисячі листів з погрозами від незадоволених глядачів і через стрес сильно схудла. Під час зйомок в «Санта-Барбарі» була заручена з англійським дизайнером Полом Стенлі. Але за день до весілля він подзвонив їй і розірвав заручини без всяких пояснень.

## Фільмографія

### Фільми
- 1984 — Гріхи минулого / Sins of the Past — Дайан
- 1984 — Блиск / Glitter — Джулі Тіптон
- 1993 — Нульовий допуск / Zero Tolerance — Меган
- 2001 — Еволюція / Evolution — Петті

### Серіали
- 1982 — Одне життя, щоб жити  / One Life to Live — Мімі Кінг
- 1983 — Метт Г'юстон / Matt Houston — Ерін
- 1983 — Ті Джей Гукер / T. J. Hooker
- 1983 — Команда «А» / The A-Team — Тобі Гріффіт
- 1985 — Команда «А» / The A-Team — Дженні Шерман
- 1986 — Санта Барбара / Santa Barbara — Вікторія Лейн Кепвелл
- 1991 — Секретний агент Макгайвер / MacGyver — Сьюзан Волкер
- 1996 — Ночі Малібу / Baywatch Nights — Джеррі Росс
- 1996 — На гребені хвилі / High Tide — доктор Андреа Меннінг
- 2001 — Зухвалі і красиві / The Bold and the Beautiful — агент з нерухомості

## Нагороди
- 1989 за серіал «Санта-Барбара» була відзначена номінацією «Краща актриса другого плану» журналу «Дайджест мильних опер».